# Levinthal-Paradox
Mit dem Levinthal-Paradox umschrieb Cyrus Levinthal das in der Molekularbiologie ungelöste Problem, den Prozess aufzuklären, durch den eine Aminosäurekette in kurzer Zeit ihren funktional gefalteten Zustand als Protein findet.

## Beschreibung des Problems
Hintergrund des Problems ist die kombinatorische Vielzahl möglicher Faltungen eines Proteins, die mit der Länge der Aminosäurekette exponentiell zunimmt. Selbst wenn jeder Aminosäurerest nur 2 Zustände annehmen könnte, gäbe es bei einer Proteinlänge von n Aminosäuren {\displaystyle 2^{n}} mögliche Faltungsvarianten. Würde eine Änderung der Konformation etwa {\displaystyle 10^{-13}} Sekunden benötigen, so bräuchte ein 150 Aminosäuren langes Protein {\displaystyle 2^{150}\cdot 10^{-13}\,\mathrm {s} =1{,}4\cdot 10^{32}\,\mathrm {s} }, also über {\displaystyle 10^{24}} Jahre, um aus allen möglichen Konformationen die optimale zu finden (siehe Zeitkomplexität).
Tatsächlich aber wird die physiologisch gefaltete native Form meist schnell eingenommen, in Sekundenbruchteilen bis Minuten, und Proteine haben oft nur eine Halbwertszeit von wenigen Stunden bis Tagen. Die Faltung kann also nicht durch ein zufälliges Ausprobieren aller Möglichkeiten erklärt werden. Vielmehr gibt es natürliche Mechanismen, welche die Ausbildung der optimalen Faltung begünstigen.

## Bedeutung in der Bioinformatik
Das Problem dieser „kombinatorischen Explosion“ stellt sich auch bei der Simulation oder der Berechnung der Proteinstruktur in silico, also in der Bioinformatik. Was bisher über die Mechanismen der Proteinfaltung bekannt ist, lässt sich noch nicht für die Simulation der Faltung verwenden. Daher müssen bei einer Simulation im Wesentlichen alle möglichen Konformationen berechnet werden. Diejenige mit dem niedrigsten Energiezustand wird ausgewählt.

## Bedeutung für die Proteinbildung
Das Levinthal-Paradox wurde formuliert, um die Komplexität der Proteinfaltung pädagogisch zu veranschaulichen. Es geht von der Annahme aus, die komplette Aminosäurekette suche ihre physiologische dreidimensionale Form erst, nachdem sie vollständig synthetisiert wurde, und zwar unter Ausprobieren einer Unzahl möglicher Konformationen. Tatsächlich nimmt jedes Kettenglied schon während der Proteinbiosynthese am Ribosom nach Aufnahme in die Sequenz des verlängerten Peptids die je energetisch günstigste Raumrichtung ein, wofür die Zeit bis zum Anfügen des nächsten ausreichend ist. Benachbarte Sequenzabschnitte falten sich spontan zu stabilen Sekundärstrukturen und strukturellen Anteilen kleinerer Domänen.
Unterstützende Mechanismen können den Faltungsprozess begleiten, u. a. Faltungshelferproteine, molekulare Chaperone und „Faltungskerne“ (stabile, kleinere Verbände von Strukturelementen, die sich schnell falten und den Rest der Struktur in ein Energieminimum hineinziehen, d. h. die korrekte Struktur „kollabiert“ auf den Faltungskern). Aber auch unphysiologische „Helfer“ können mitmischen, z. B. Prionen.